# 伯吉斯试剂
伯吉斯试剂（Burgess试剂），即N-(三乙基铵磺酰)氨基甲酸甲酯，是一个氨基甲酸酯类的内盐，用作有机化学中的失水剂。它可溶于大多数有机溶剂中，常用在二级和三级醇发生顺式消除脱水成烯的反应中，反应温和，有选择性，机理如下图。但一级醇反应效果不佳。
伯吉斯试剂由氯磺酰异氰酸酯与甲醇和三乙胺在苯中反应制取：